# Puchar Zdobywców Pucharów w piłce siatkowej (1973/1974)
Puchar Europy Zdobywców Pucharów siatkarzy 1973/1974 – 2. sezon Puchar Europy Zdobywców Pucharów rozgrywanego od 1972 roku, organizowanego przez Europejską Konfederację Piłki Siatkowej (CEV) w ramach europejskich pucharów dla męskich klubowych zespołów siatkarskich "starego kontynentu".

## Drużyny uczestniczące
| Państwo        | Drużyna                |
| -------------- | ---------------------- |
| Austria        | ESV Innsbruck          |
| Bułgaria       | Akademik Sofia         |
| Czechosłowacja | Ruda Hvezda Praga      |
| Finlandia      | Kajastus               |
| Francja        | Stade Francais         |
| Hiszpania      | Real Madryt            |
| Holandia       | Interlance Zaan        |
| Holandia       | Raak SFC Assen         |
| Jugosławia     | Crvena Zvezda Belgrad  |
| Luksemburg     | Residance Walferdange  |
| Polska         | Resovia Rzeszów        |
| Portugalia     | Sporting CP            |
| Portugalia     | Leixões Matosinhos     |
| NRD            | Traktor Schwerin       |
| RFN            | Hamburger SV           |
| Węgry          | Csepel SC              |
| Włochy         | Ariccia Roma           |
| Włochy         | Lubiam Bolonia         |
| ZSRR           | Zwiezda Woroszyłowgrad |
| ZSRR           | Radiotechnik Ryga      |

## Runda wstępna
| Data | Drużyna 1             | Wynik | Drużyna 2             | Sety |
| ---- | --------------------- | ----- | --------------------- | ---- |
|      | Radiotechnik Ryga     | 3:0   | Kajastus              |      |
|      | Kajastus              | 0:3   | Radiotechnik Ryga     |      |
|      |                       |       |                       |      |
|      | Real Madryt           | 2:3   | Stade Francais        |      |
|      | Stade Francais        | 3:2   | Real Madryt           |      |
|      |                       |       |                       |      |
|      | ESV Innsbruck         | 0:3   | Hamburger SV          |      |
|      | Hamburger SV          | 3:0   | ESV Innsbruck         |      |
|      |                       |       |                       |      |
|      | Traktor Schwerin      | 3:0   | Residance Walferdange |      |
|      | Residance Walferdange | 0:3   | Traktor Schwerin      |      |
|      |                       |       |                       |      |
|      | Ruda Hvezda Praga     | 3:0   | Sporting CP           |      |
|      | Sporting CP           |       | Ruda Hvezda Praga     |      |

## 1/8 finału
| Data | Drużyna 1             | Wynik | Drużyna 2             | Sety |
| ---- | --------------------- | ----- | --------------------- | ---- |
|      | Ruda Hvezda Praga     | 1:3   | Radiotechnik Ryga     |      |
|      | Radiotechnik Ryga     | 3:0   | Ruda Hvezda Praga     |      |
|      |                       |       |                       |      |
|      | Ariccia Roma          | 3:0   | Real Madryt           |      |
|      | Real Madryt           |       | Ariccia Roma          |      |
|      |                       |       |                       |      |
|      | Hamburger SV          | 1:3   | Raak SFC Assen        |      |
|      | Raak SFC Assen        | 1:3   | Hamburger SV          |      |
|      |                       |       |                       |      |
|      | Csepel Budapeszt      | 3:1   | Traktor Schwerin      |      |
|      | Traktor Schwerin      | 3:0   | Csepel Budapeszt      |      |
|      |                       |       |                       |      |
|      | Crvena Zvezda Belgrad | 2:3   | Akademik Sofia        |      |
|      | Akademik Sofia        | 3:2   | Crvena Zvezda Belgrad |      |
|      |                       |       |                       |      |
|      | Leixões Matosinhos    | 0:3   | Resovia Rzeszów       |      |
|      | Resovia Rzeszów       |       | Leixões Matosinhos    |      |
|      |                       |       |                       |      |
|      |                       |       |                       |      |
|      |                       |       |                       |      |
|      |                       |       |                       |      |
|      |                       |       |                       |      |
|      |                       |       |                       |      |

## Faza grupowa

### Grupa A
Bolonia
Wyniki
| Data  | Drużyna 1         | Wynik | Drużyna 2        | Sety |
| ----- | ----------------- | ----- | ---------------- | ---- |
| 07.02 | Radiotechnik Ryga |       | Lubiam Bolonia   |      |
| 07.02 | Traktor Schwerin  |       | Interlance Zaan  |      |
|       |                   |       |                  |      |
| 08.02 | Radiotechnik Ryga |       | Traktor Schwerin |      |
| 08.02 | Lubiam Bolonia    |       | Interlance Zaan  |      |
|       |                   |       |                  |      |
| 09.02 | Radiotechnik Ryga |       | Interlance Zaan  |      |
| 09.02 | Lubiam Bolonia    |       | Traktor Schwerin |      |

Tabela
| Lp. | Drużyna           | Pkt | Mecze | Mecze | Mecze | Sety | Sety | Sety  |
| Lp. | Drużyna           | Pkt | M     | W     | P     | wyg. | prz. | ratio |
| --- | ----------------- | --- | ----- | ----- | ----- | ---- | ---- | ----- |
| 1   | Radiotechnik Ryga | 6   | 3     | 3     | 0     | 9    | 0    | MAX   |
| 2   | Lubiam Bolonia    | 5   | 3     | 2     | 1     | 6    | 3    | 2.000 |
| 3   | Traktor Schwerin  | 4   | 3     | 1     | 2     | 3    | 6    | 0.500 |
| 4   | Interlance Zaan   | 3   | 3     | 0     | 3     | 0    | 9    | 0.000 |

Źródło: 
Zasady ustalania kolejności: 1. liczba zdobytych punktów; 2. wyższy stosunek setów; 3. wyższy stosunek małych punktów.
Punktacja: zwycięstwo – 2 pkt; porażka – 1 pkt

### Grupa B
Mielec
Wyniki
| Data  | Drużyna 1              | Wynik | Drużyna 2       | Sety |
| ----- | ---------------------- | ----- | --------------- | ---- |
| 07.02 | Zwiezda Woroszyłowgrad | 3:2   | Resovia Rzeszów |      |
| 07.02 | Akademik Sofia         |       | Raak SFC Assen  |      |
|       |                        |       |                 |      |
| 08.02 | Zwiezda Woroszyłowgrad | 3:0   | Raak SFC Assen  |      |
| 08.02 | Resovia Rzeszów        | 3:0   | Akademik Sofia  |      |
|       |                        |       |                 |      |
| 09.02 | Zwiezda Woroszyłowgrad | 3:0   | Akademik Sofia  |      |
| 09.02 | Resovia Rzeszów        | 3:0   | Raak SFC Assen  |      |

Tabela
| Lp. | Drużyna                | Pkt | Mecze | Mecze | Mecze | Sety | Sety | Sety  |
| Lp. | Drużyna                | Pkt | M     | W     | P     | wyg. | prz. | ratio |
| --- | ---------------------- | --- | ----- | ----- | ----- | ---- | ---- | ----- |
| 1   | Zwiezda Woroszyłowgrad | 6   | 3     | 3     | 0     | 9    | 2    | 4.500 |
| 2   | Resovia Rzeszów        | 5   | 3     | 2     | 1     | 8    | 3    | 2.667 |
| 3   | Akademik Sofia         | 2   | 2     | 0     | 2     | 0    | 6    | 0.000 |
| 4   | Raak SFC Assen         | 2   | 2     | 0     | 2     | 0    | 6    | 0.000 |

Źródło: 
Zasady ustalania kolejności: 1. liczba zdobytych punktów; 2. wyższy stosunek setów; 3. wyższy stosunek małych punktów.
Punktacja: zwycięstwo – 2 pkt; porażka – 1 pkt

## Turniej finałowy
Bruksela
Wyniki
| Data  | Drużyna 1              | Wynik | Drużyna 2              | Sety |
| ----- | ---------------------- | ----- | ---------------------- | ---- |
| 08.03 | Radiotechnik Ryga      | 3:0   | Resovia Rzeszów        |      |
| 08.03 | Zwiezda Woroszyłowgrad | 3:0   | Lubiam Bolonia         |      |
|       |                        |       |                        |      |
| 09.03 | Radiotechnik Ryga      | 3:0   | Lubiam Bolonia         |      |
| 09.03 | Zwiezda Woroszyłowgrad | 3:0   | Resovia Rzeszów        |      |
|       |                        |       |                        |      |
| 10.03 | Resovia Rzeszów        | 3:0   | Lubiam Bolonia         |      |
| 10.03 | Radiotechnik Ryga      | 3:0   | Zwiezda Woroszyłowgrad |      |

Tabela
| Lp. | Drużyna                | Pkt | Mecze | Mecze | Mecze | Sety | Sety | Sety  |
| Lp. | Drużyna                | Pkt | M     | W     | P     | wyg. | prz. | ratio |
| --- | ---------------------- | --- | ----- | ----- | ----- | ---- | ---- | ----- |
| 1   | Radiotechnik Ryga      | 6   | 3     | 3     | 0     | 9    | 0    | MAX   |
| 2   | Zwiezda Woroszyłowgrad | 5   | 3     | 2     | 1     | 6    | 3    | 2.000 |
| 3   | Resovia Rzeszów        | 4   | 3     | 1     | 2     | 3    | 6    | 0.500 |
| 4   | Lubiam Bolonia         | 3   | 3     | 0     | 3     | 0    | 9    | 0.000 |

Źródło: 
Zasady ustalania kolejności: 1. liczba zdobytych punktów; 2. wyższy stosunek setów; 3. wyższy stosunek małych punktów.
Punktacja: zwycięstwo – 2 pkt; porażka – 1 pkt

## Klasyfikacja końcowa
| Miejsce | Drużyna                |
| ------- | ---------------------- |
| złoto   | Radiotechnik Ryga      |
| srebro  | Zwiezda Woroszyłowgrad |
| brąz    | Resovia Rzeszów        |
| 4.      | Lubiam Bolonia         |